# Sylvia cantillans

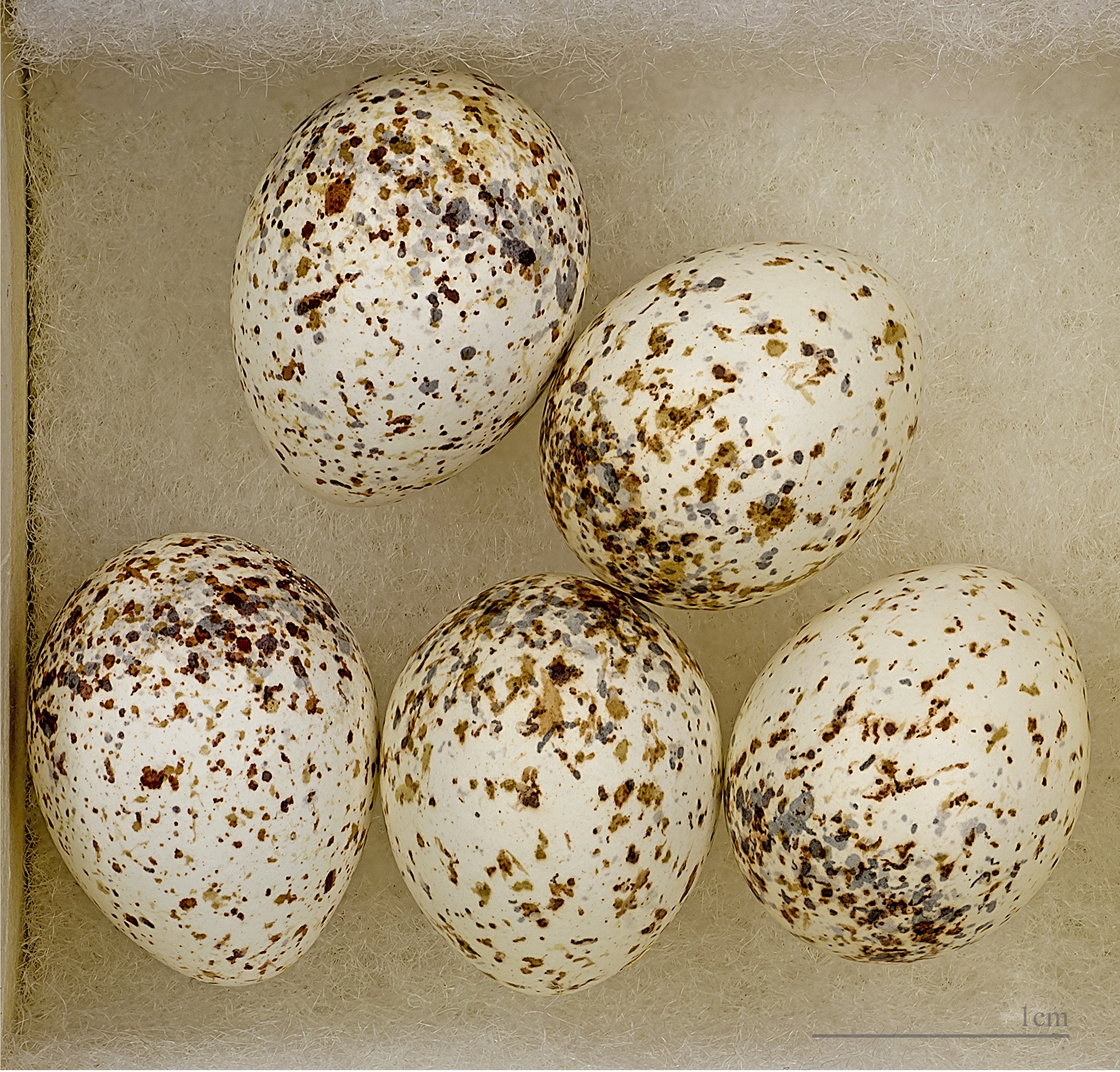
Huevos de Sylvia cantillans

La curruca carrasqueña (Sylvia cantillans) es una especie de ave paseriforme de la familia Sylviidae.

## Descripción
Presenta una longitud de 12 cm, y una envergadura de 19 cm. El iris es castaño de Ø 3,5 mm. Pico grisáceo (más blancuzca la mandíbula inferior). Patas en un tono anaranjado.
El macho posee cabeza y manto de color gris azulado, alas y cola en tono gris pardo, cuello y pecho castaño cobrizo, vientre blanco y flancos blancuzcos. Rasgos característicos son un bigote blanco, en ocasiones poco marcado, y anillo ocular de tono rojizo anaranjado. 
La hembra se diferencia del macho por su tonalidad más apagada y parda, donde la parte inferior se hace más amarillenta, la superior más parda, la bigotera se observa bastante menos marcada, y el anillo ocular más descolorido en tono naranja claro.

## Hábitat
Se desarrolla entre matorrales y maleza arbustiva de pequeño porte, donde se oculta realizando vuelos cortos de una a otra mata, pudiéndose encontrar en campos baldíos, en campo abierto poblado por este tipo de vegetación (matorral bajo) y con arbolado disperso. Suele encontrarse también en las proximidades de los ríos, donde habita la espesura de las orillas, húmedas y aptas para su desarrollo, donde encuentra alimento y resguarado.

## Distribución
La curruca carrasqueña presenta cuatro subespecies, de tal modo que según su localización geográfica así será de una u otra. 
En España es un pájaro estival, presente desde marzo hasta septiembre.
La curruca carrasqueña occidental (Sylvia cantillans cantillans), se localiza en el noroeste peninsular de Italia, en Sicilia, sur de Francia y península ibérica. En ocasiones también se llegan a localizar ejemplares en el noroeste de África. 
La curruca carrasqueña oriental (Sylvia cantillans albistriata), se localiza en el nordeste de Italia, y toda la franja que va hacia el sudeste hasta el sur de Turquía.
La curruca carrasqueña de Moltoni (Sylvia cantillans moltonii), es endémica de las islas occidentales mediterráneas (Córcega, Cerdeña e Islas Baleares), donde está ampliamente distribuida.  
La curruca carrasqueña inornata (Sylvia cantillans inornata), se distribuye por el noroeste de África.

## Voz
Su reclamo es penetrante, emitiendo un "chec-chec" suave y lento, que también podría describirse como "chac"; lo emite con frecuencia también en estado de alarma. Su canto es melodioso y musical, corto, y sin notas ásperas o metálicas.

## Dieta
Es básicamente insectívora, se alimenta mayoritariamente de los insectos que caza, aunque también ingiere arañas, algunas larvas, diferentes semillas de plantas herbáceas, frutos silvestres como bayas, y también puede picotear alguna que otra fruta que halle en su camino.